# Hohenmocker
Hohenmocker település Németországban, Mecklenburg-Elő-Pomeránia tartományban. Lakosainak száma 465 fő (2023. december 31.).

## Népesség
A település népességének változása:
| Lakosok száma | 431  | 421  | 478  | 473  | 465  |
|               | 2017 | 2019 | 2021 | 2022 | 2023 |